# Reynaert
Reynaert, pseudonimo di Joseph Reynaerts (Seraing, 24 giugno 1955 – Seraing, 5 novembre 2020), è stato un cantante belga.

## Biografia
Nel 1978 riportò la vittoria al Festival international de la chanson française de Spa con la canzone Cerf-volant. Sei anni dopo incise il suo primo album.
Rappresentò il Belgio all'Eurovision Song Contest 1988, dove si classificò diciottesimo col brano Laissez briller le soleil. Dopo l'evento divenne presidente del Centre Culturel de Soumagne, conservando tale ruolo fino alla morte, avvenuta nel novembre del 2020 per complicazioni da COVID-19. Era sposato e aveva una figlia, Lola.